# Магомедов, Шамиль Магомедрасулович
Шамиль Магомедрасулович Магоме́дов (22 мая 1989, Каспийск, Дагестанская АССР, СССР) — российский боец смешанных единоборств, обладатель кубка России по кикбоксингу (2008 г.), 6-кратный чемпион Дагестана по тайскому боксу, чемпион Ленинградской области по армейскому рукопашному бою (2010 г.), победитель всероссийских турниров по рукопашному бою, чемпион мира по УКАДО (2011).

## Биография
Родился 22 мая 1989 года в дагестанском городе Каспийске. По национальности — даргинец.

## Титулы
- 2006 Чемпион Дагестана по версии «DRAKA»
- 2006 Чемпион России по кикбоксингу им. Али Порсукова
- 2008 Победитель Кубка России по кикбоксингу
- 2008—2010 Чемпион Северо-западного округа России по Тайскому боксу
- 2008, 2014 Чемпион России Рукопашному бою
- 2008 Чемпион по Рукопашному бою г. Санкт-Петербург
- 2009 Чемпион России по Универсальному бою
- 2009—2011 Победитель всероссийских турниров по Рукопашному бою
- 2010 Чемпион кубка России по Рукопашному бою
- 2010 Чемпион России по тайскому боксу среди профессионалов по версии WPKA 2010
- 2011 Победитель профессионального турнира New Order Fighting Championship по K-1 [1]
- 2011 Чемпион Мира по УКАДО
- 2012 Победитель матчевой встречи Россия vs. Европа. Международный турнир по Панкратиону[2]
- 2013—2015 Чемпион Южного федерального округа по Армейскому рукопашному бою
- 2013—2014 Чемпион России по Армейскому рукопашному бою
- 2013 Чемпион СНГ по Рукопашному бою г. Самара[3]
- 2014 Чемпион СНГ по Рукопашному бою Киргизия, г. Бишкек
- 2015 Победитель боя турнира Pankration MFP & Fight Nights 2[2]
- 2015 Чемпион г. Владивосток по СБЕ ММА
- 2015 Чемпион Приморского края России по СБЕ ММА
- 2015 Чемпион Дальнего востока России по СБЕ ММА[4][5]